# Rosenthal (Bleckede)
Rosenthal (niederdeutsch Rausendahl) ist ein Ortsteil der Stadt Bleckede in Niedersachsen.

## Geographie
Der Ort liegt fünf Kilometer nordwestlich von Bleckede.

## Geschichte
1690 gehörte Rosenthal den Herren von Schack.
Für das Jahr 1848 wird angegeben, dass Rosenthal 15 Wohngebäude hatte, in denen 106 Einwohner lebten. Zu der Zeit war der Ort nach Lüdersburg eingepfarrt, die Schule befand sich im Ort.
Am 1. Dezember 1910 hatte Rosenthal im Kreis Bleckede 118 Einwohner. Bei der Volkszählung vom 13. September 1950 ergab sich, dass im Ort 178 Einwohner in 41 Haushalten lebten. Am 1. März 1974 wurde Rosenthal nach Bleckede eingemeindet.